# Futbol Club Barcelona Bàsquet 1998-1999
Questa voce raccoglie le informazioni riguardanti il Futbol Club Barcelona Bàsquet nelle competizioni ufficiali della stagione 1998-1999.

## Stagione
La stagione 1998-1999 del Futbol Club Barcelona Bàsquet è la 41ª nel massimo campionato spagnolo di pallacanestro, la Liga ACB.

## Roster
Aggiornato al 9 gennaio 2025.
| FC Barcelona 1998-99 | FC Barcelona 1998-99 |
| Giocatori            | Staff tecnico        |
| -------------------- | -------------------- |

| N. | Naz.                                      | Ruolo | Nome                 | Anno | Alt.   | Peso   |  |
| -- | ----------------------------------------- | ----- | -------------------- | ---- | ------ | ------ |  |
| 5  | Spagna (bandiera)                         | P     | Nacho Rodríguez      | 1970 | 186 cm | 84 kg  |  |
| 6  | Spagna (bandiera)                         | G     | Roger Esteller (C)   | 1972 | 191 cm | 94 kg  |  |
| 7  | Spagna (bandiera)                         | AP    | Rodrigo de la Fuente | 1976 | 200 cm | 96 kg  |  |
| 8  | Stati Uniti (bandiera)                    | AC    | Derrick Alston       | 1972 | 208 cm | 103 kg |  |
| 9  | Spagna (bandiera)                         | AP    | Xavi Fernández       | 1968 | 194 cm | 90 kg  |  |
| 9  | Spagna (bandiera)                         | P     | Josep Manel Marcos   | 1978 | 183 cm |        |  |
| 10 | Jugoslavia (bandiera)                     | P     | Aleksandar Đorđević  | 1967 | 188 cm | 90 kg  |  |
| 11 | Jugoslavia (bandiera) · Grecia (bandiera) | A     | Milan Gurović        | 1975 | 206 cm | 94 kg  |  |
| 12 | Spagna (bandiera)                         | C     | Roberto Dueñas       | 1975 | 221 cm | 135 kg |  |
| 13 | Spagna (bandiera)                         | C     | Oriol Junyent        | 1976 | 208 cm | 110 kg |  |
| 14 | Grecia (bandiera)                         | C     | Euthymīs Rentzias    | 1976 | 212 cm | 116 kg |  |
| 16 | Spagna (bandiera)                         | G     | Juan Carlos Navarro  | 1980 | 192 cm | 78 kg  |  |
| 16 | Spagna (bandiera)                         | C     | Alfons Alzamora      | 1979 | 205 cm | 103 kg |  |
| 17 | Spagna (bandiera)                         | C     | Pau Gasol            | 1980 | 215 cm | 108 kg |  |
| -  | Argentina (bandiera) · Spagna (bandiera)  | AG    | Marcelo Nicola (IN)  | 1971 | 207 cm | 102 kg |  |

| Allenatore                                                            |
| - Aíto García Reneses                                                 |
| Assistente/i                                                          |
| - / Steve Trumbo Legenda - (C) Capitano - (IN) Inattivo - Infortunato |

## Mercato

### Sessione estiva
| Acquisti | Acquisti        | Acquisti | Acquisti      | Acquisti |
| R.a      | Nome            | da       | Modalità      |          |
| -------- | --------------- | -------- | ------------- | -------- |
| P        | Nacho Rodríguez | Málaga   | definitivo    |          |
| AC       | Derrick Alston  | Manresa  | definitivo    |          |
| C        | Oriol Junyent   | Granada  | fine prestito |          |

| Cessioni | Cessioni           | Cessioni          | Cessioni       | Cessioni |
| R.       | Nome               | a                 | Modalità       |          |
| -------- | ------------------ | ----------------- | -------------- | -------- |
| P        | Juan Pedro Cazorla | Tenerife          | definitivo     |          |
| P        | Rafael Jofresa     | Girona            | definitivo     |          |
| AG       | Andrés Jiménez     |                   | ritirato       |          |
| AC       | Jerrod Mustaf      | PSG Racing        | fine contratto |          |
| C        | Víctor Alemany     | Aveiro Esgueira   | fine contratto |          |
| C        | Quique Andreu      | Joventut Badalona | fine contratto |          |
| C        | Amal McCaskill     | Paniōnios         | fine contratto |          |

### Dopo l'inizio della stagione
| Acquisti | Acquisti      | Acquisti  | Acquisti          | Acquisti   |
| R.       | Nome          | da        | Data              | Modalità   |
| -------- | ------------- | --------- | ----------------- | ---------- |
| A        | Milan Gurović | Peristeri | 11 settembre 1998 | definitivo |

| Cessioni | Cessioni       | Cessioni      | Cessioni          | Cessioni |
| R.       | Nome           | a             | Data              | Modalità |
| -------- | -------------- | ------------- | ----------------- | -------- |
| AG       | Marcelo Nicola | Pall. Treviso | 11 settembre 1998 | prestito |